# 第10回日本レコード大賞
第10回日本レコード大賞（だい10かいにほんレコードたいしょう）は、1968年（昭和43年）12月21日に渋谷公会堂で行われた、10回目の日本レコード大賞である。

## 概要
第10回の大賞は、黛ジュンの「天使の誘惑」に決定した。黛ジュンは初の受賞。
12月21日に渋谷公会堂で開催。視聴率は2.2P下落の10.3%。なお、翌1969年以降から12月31日に帝国劇場での開催に変更される。2016年現在、12月30日より前に実施されたのはこの回が最後である。
なおTBSテレビに現存するVTR映像は、最後のモノクロ放映となった同10回が最古である（第9回以前の本選の模様はニュース映像の一部・写真・ラジオ音声のみが現存）。また1週間後の同年12月28日には、開始10周年を記念した特別番組「10周年記念音楽会」がサンケイホールから中継放映され、第1回から第10回までの各賞受賞者たちが全員出演した。この特番は鮮明なカラー映像の完全版VTRが現存している。
テレビでは開催当日の12月21日（土曜）14:30 - 15:40にTBS系列（関西地区は腸捻転時代のため朝日放送）で放送されたが、中国放送（RCC・広島県）などネットしなかった局もあった。

## 司会
- 三木鮎郎 - 4度目の司会。今回をもって降板する。

## 受賞作品・受賞者一覧

### 日本レコード大賞
- 「天使の誘惑」
  - 歌手:黛ジュン
  - 作詞:なかにし礼 - 前年は作詞賞を受賞。
  - 作曲:鈴木邦彦
  - 編曲:鈴木邦彦

### 歌唱賞
- 「誰もいない」
  - 歌手:菅原洋一
- 「伊勢佐木町ブルース」
  - 歌手:青江三奈
- 「旅路のひとよ」
  - 歌手:鶴岡雅義と東京ロマンチカ

### 新人賞
- 矢吹健（曲:「あなたのブルース」）
- 久美かおり（曲:「くちづけが怖い」）
- ピンキーとキラーズ（曲:「恋の季節」）

### 作曲賞
- いずみたく「恋の季節」（歌:ピンキーとキラーズ）
  - 作曲:いずみたく（5年ぶり2度目）

### 編曲賞
- 「恋のしずく」（歌:伊東ゆかり）/「花と蝶」（歌:森進一）
  - 編曲:森岡賢一郎（2年ぶり2度目）

### 作詩賞
- 「艶歌」（歌:水前寺清子）
  - 作詞:星野哲郎

### 特別賞
- 吉田正
- 春日八郎
- 島倉千代子「愛のさざなみ」
- ザ・フォーク・クルセダーズ「帰ってきたヨッパライ」

### 企画賞
- LP『影を慕いて』
  - 歌手:森進一
  - 日本ビクター - 3年ぶり2度目。

### 童謡賞
- 「ペケのうた」（歌手:長谷川よしみ）

### 日本レコード大賞制定10周年記念賞
- 古賀政男
- 服部良一

## TV中継スタッフ
- プロデューサー：野中杉二、井田舒也
- 演出：長橋良子
- 構成：たかたかし
- 音楽(音楽監督)：森岡賢一郎
- 技術：川瀬雄二
- 音声：佐々木盛男
- 照明：渡辺泰司
- 装置：本山幸正
- 美術制作：吉田信雄
- 製作著作：TBS
- 主催：社団法人 日本作曲家協会、日本レコード大賞制定委員会、日本レコード大賞実行委員会